# 1678
1678 (MDCLXXVIII) je bilo navadno leto, ki se je po gregorijanskem koledarju začelo na soboto, po 10 dni počasnejšem julijanskem koledarju pa na torek.

## Dogodki
- 1. januar

## Rojstva
- 4. marec - Antonio Vivaldi, italijanski duhovnik, skladatelj († 1741)

## Smrti
- 4. maj - Anna Maria van Schurman, nizozemska učenjakinja (* 1607)